# T'en va pas
"T'en va pas" (em português:  "Não te vás embora") foi a canção que representou a Suíça no Festival Eurovisão da Canção 1963 que se realizou em Londres em 23 de março desse ano.
A referida canção foi interpretada em francês por  Esther Ofarim. Foi a décima canção a ser interpretada na noite do festival, a seguir à canção da Jugoslávia "Brodovi", interpretada por Vice Vukov e antes da canção da França "Elle était si jolie"), cantada por Alain Barrière. Terminou a competição em segundo lugar, tendo recebido um total de 40 pontos. No ano seguinte, em 1964, a Suíça foi representada pela canção "I miei pensieri", interpretada por Anita Traversi.

## Autores
- Letrista: Émile Gardaz
- Compositor: Géo Voumard
- Orquestrador: Eric Robinson

## Letra
A canção  uma balada de amor, na qual Ofarim apela ao seu amante para que não parta. Ela diz nomeadamente que apesar do que ela diz quando está zangada com ele, no fundo não quer que ele parte, porque gosta muito dele.

## Outras versões
A cantora lançou também versões em alemão e em italiano.
- "Melodie einer Nacht " (alemão)
- "Non andar" (italiano)